# Brachystegia mildbraedii
Brachystegia mildbraedii är en ärtväxtart som beskrevs av Hermann August Theodor Harms. Brachystegia mildbraedii ingår i släktet Brachystegia och familjen ärtväxter. Inga underarter finns listade i Catalogue of Life.